# Тестостерон
Тестостеронът е стероиден хормон от групата на половите хормони. При бозайниците хормонът се секретира основно от тестисите на мъжките и от яйчниците при женските, въпреки че малки количества се секретират и от надбъбречните жлези. По принцип е главен мъжки полов хормон и анаболитен стероид.
И при жените, и при мъжете тестостеронът играе ключова роля в здравето и доброто физическо състояние. Наред със сексуалната активност, включваща регулиране на плодовитостта, либидото и мускулната маса, тестостеронът спомага и за увеличаване на енергията, увеличеното производство на еритроцити и защита против остеопороза. Средно мъжете произвеждат от 40 до 60 пъти повече тестостерон от жените, но жените са по-чувствителни към хормона.

## Влияние и възрастови промени
Тестостеронът принадлежи към групата на половите хормони. Неговата концентрация в кръвта може да се провери чрез изследване. По-малко от 2% от тестостерона, намиращ се в серума както при мъжете, така и при жените, се намира в свободно състояние.
- При мъжете нивата на свободния тестостерон може да се използват за оценка дали наличния биоактивен тестостерон е достатъчен, за да предпази от анормално наднормено тегло, ментална депресия, остеопороза и сърдечно заболяване. Нивата на тестостерона при мъжете нормално спадат с възрастта, намалявайки при хора на 75 години приблизително до 65% от тези на младите хора. Това спадане е отчасти отговорно за значителни физиологични промени, наблюдавани при възрастни мъже. Ниските нива на тестостерона се свързват с намалено либидо, еректилна дисфункция, загуба на мускулен тонус, увеличени масти в кръвта, ниска костна плътност, атеросклероза. Ниските нива на тестостерона са рисков фактор за исхемична болест на сърцето при мъжете.
- При жените ниските нива на тестостерона се свързват с намаляване на либидото и доброто физическо състояние, а високите – с увеличено окосмяване на тялото (хирзутизъм), синдром на яйчникова поликистоза. След менопаузата нивата на тестостерона при жените намаляват заедно със съпътстващо спадане на либидото. Макар че жените произвеждат само малко количество тестостерон, фактите показват, че този хормон помага на жените да поддържат сексуалните си функции, силата и масата на мускулатурата.

## Изследване на концентрацията в кръвта
За целта на изследването се използва венозна кръв взета чрез венепункция. За провеждане на изследването не е необходима някаква специална подготовка.
Прицелни стойности:
- Мъже — 6,6 – 26,5 pg/mL
- Жени – 0,2 – 2 pg/mL